# Szariat
Szariat, szari’at, szarijat, szaria (arab. ‏شريعة‎, šarīʿa „droga prowadząca do wodopoju”) – prawo normujące życie wyznawców islamu, zarówno w jego odmianie sunnickiej, jak i szyickiej. Islam nie uznaje rozdziału życia świeckiego od religijnego i dlatego reguluje zarówno zwyczaje religijne, organizację władzy religijnej oraz codzienne życie wszystkich obywateli państwa, które wprowadziło prawo szariatu.
Szariat opiera się na założeniu, że prawo musi dostarczać wszystkiego, co potrzebne dla duchowego i fizycznego rozwoju jednostki. Wszystkie czyny muzułmanina są podzielone na pięć kategorii – konieczne, chwalebne, dozwolone, naganne oraz zakazane. Podstawą określenia czynów koniecznych jest pięć filarów islamu.

## Źródła prawa w islamie
Są cztery źródła prawa w islamie. Najważniejsza jest święta księga islamu, Koran, następna po nim jest Sunna, zbiór relacji dotyczących życia Mahometa. Kolejne dwa źródła to już narzędzia prawne: kijas (rozumowanie przez analogię) oraz idżma (jednomyślna zgoda).

### Koran
Muzułmanie wierzą, że Koran jest tylko ziemską wersją Księgi Matki, a prawo w nim zawarte zostało tylko ujawnione – objawione prorokowi Mahometowi. Koran zawiera 4 rodzaje przepisów:
- dotyczące postawy religijnej wiernych,
- dotyczące zewnętrznych, rytualnych obowiązków
- przepisy moralne
- przepisy regulujące wzajemne stosunki społeczne, rodzinne, itd. oraz stosunki międzyreligijne (czyli relacje: wierny-wierny, wierny-innowierca, wierny-niewierny).

W pierwszych wiekach istnienia islamu, wraz ze wzrostem społeczności wyznawców, bardzo szybko okazało się, że Koran nie jest źródłem wystarczającym. Uświadomiono sobie, że ma wiele luk, a pewne sprawy są potraktowane powierzchownie. Są także w Koranie wersety sprzeczne ze sobą – prawnicy z początkowego okresu włożyli dużo wysiłku w ich wyjaśnienie. W ten sposób zaczęły się rodzić tafsiry – komentarze odwołujące się nie tylko do sensu prawnego księgi, ale także teologicznego, historycznego, do warstwy lingwistycznej, itd.

### Sunna
Zakres obowiązków zaczerpnięty z czynów i praktyk Mahometa.
Sunna jest zbiorem opowieści na temat czynów i wypowiedzi proroka Mahometa, stanowiąca muzułmańską tradycję religijną. Sunna przekazywana jest w hadisach (przekazach) przez przyjaciół, towarzyszy Proroka i świadków jego życia. Sunna jest także źródłem wiary i podstawą prawa muzułmańskiego.
Sunna ustanawia prawa w najróżniejszych dziedzinach, od społecznej po polityczną i organizacyjną na płaszczyźnie bardziej „świeckiej” oraz w dziedzinie teologicznej i rytualnej. Na przykład to właśnie sunna określa sposoby, czas i formuły modlitwy kanonicznej, fundamentalnego obrzędu islamu.

### Kijas
W przypadkach, w których ani Koran, ani sunna nie wystarczały do rozstrzygnięcia wątpliwości, zaczęto stosować kijas – wnioskowanie przez analogię; źródłem analogii były przypadki wymienione w Koranie lub sunnie. W ten sposób np. powstał zakaz używania narkotyków, przez analogię do zakazu picia wina.

### Idżma
Idżma to jednomyślne postanowienie. Gdy pojawia się jakaś wątpliwość natury prawnej, zbiera się grupa muzułmańskich prawników lub nawet cała umma, każdy z radzących sądzi problem wedle swojej woli, aż do momentu uzyskania jednomyślności. Decyzja jest następnie rozpowszechniana wśród wiernych. Uznanie takiego postanowienia opiera się na przekonaniu, że decyzja tak podjęta nie może być niezgodna z wolą Boga (jeśli ogół wiernych może jednomyślnie postępować, to nie może to nie podobać się Bogu). Zasada idżmy znajduje oparcie w hadisie: Mój naród nigdy nie zgodzi się na odstępstwo. 

Żadna z decyzji wydanych na podstawie kijasu lub idżmy nie może być sprzeczna z Koranem lub sunną.

## Rozwój prawa
Rozwojem i wykładnią szariatu zajmują się ulemowie. Wśród ulemów wyróżnia się
- kadich – sędziów praktyków (istnieje cała hierarchia kadich),
- usulitów – teoretyków prawa,
- muftich – praktyków prawa,
- hatibów – kaznodziei,
- imamów – tych, którzy stoją na czele gminy.

## Powstanie szkół prawnych
Szkoły prawne zajmowały się wykładnią szariatu dla jednostek i społeczności muzułmańskich. Aczkolwiek współcześnie wykładnię szariatu przyjęło się nazywać fikh (mądrość, zrozumienie), to w najstarszych źródłach muzułmańskich zwana jest rai (pogląd, zdanie, opinia).

## Szkoły prawne islamu sunnickiego

### Szkoła hanaficka
Jest najbardziej wpływową szkołą prawną. Powstała w Iraku, za twórcę uznaje się Abu Hanifę (699 / 700–767). Była oficjalną szkołą prawną Abbasydów, Seldżuków, Osmanów.
Współcześnie obecna jest w Turcji, Syrii, Egipcie, Jordanii, na Kaukazie (z wyjątkiem Azerbejdżanu), na Bałkanach, a także w Afganistanie, Pakistanie, Turkmenistanie, Azji Środkowej, w Chinach, Indiach i Bangladeszu; także polscy Tatarzy przyznają się do niej. Jest najbardziej tolerancyjna, także wobec innych religii, cechuje ją racjonalizm w stosowaniu prawa. Opiera się przede wszystkim na Koranie, w niewielkim stopniu na sunnie; idżma jest uznawana tylko gdy pochodzi od godnych zaufania uczonych; uznaje prawa podbitych; korzysta z zasady istihsanu.

### Szkoła malikicka
Jest szkołą tradycjonalistyczną, bardzo rygorystyczną. Założona przez Malika Ibn Anasa (ur. 708–716, zm. 795). Rozwijana była w Afryce Północnej, w arabskiej Hiszpanii. Współcześnie w Afryce Północnej (w tym także w Egipcie, ale tylko w północnej części), w Kuwejcie, Nigerii, Bahrajnie. Za źródła prawa uznaje Koran i sunnę; prawo przedmuzułmańskie jest włączone do sunny; używa zasady istislahu (uznanie dobra ogółu za większą wartość i podporządkowanie się mu) w interesie całej społeczności muzułmańskiej; kijas nie jest stosowany. Obowiązuje m.in. w Północnej Nigerii.

### Szkoła szaficka
Założona przez Asz-Szafi’iego (zm. 820). Za źródła prawa uznawany jest Koran, sunna, idżma, kijas. Obecnie obowiązuje w południowej części Egiptu, w Palestynie, Jemenie, Iraku, Libanie oraz w Azji Południowo-Wschodniej – w Indonezji, Malezji, na Filipinach, a także w Afryce Wschodniej – Somalia, Dżibuti, Tanzania, Kenia, Uganda.

### Szkoła hanbalicka
Najbardziej rygorystyczna; charakteryzuje się dużą surowością kar. Założona przez Ahmada ibn Hanbala (780-855), ucznia Asz-Szafi’iego.
Źródłem prawa jest przede wszystkim Koran oraz tylko te fragmenty sunny, które Koran objaśniają. Kijas i idżma zostały odrzucone przez Ibn Hanbala – starał się przywrócić pierwotną czystość religii i prawa. Szkoła hanbalicka obowiązuje współcześnie w Arabii Saudyjskiej i Zjednoczonych Emiratach Arabskich.

### Szkoła dżafarycka – szkoła prawna szyizmu
W szyizmie dominuje tylko jedna szkoła prawna, dżafarycka – stworzona przez imamitów (ugrupowanie religijne uznające 12 imamów). Jednak za jej eponima uznaje się Dżafara as-Sadika, szóstego imama szyickiego (ur. 699-703, zm. 765). W szkole dżafaryckiej źródłem prawa są chabary – relacje z życia dwunastu imamów (odpowiednik sunny w sunnizmie). Szkoła ta obejmuje zasięgiem Iran i szyicką część Iraku.

## Szariat dziś
System prawny nie opiera się na szariacie
     Wpływ szariatu na prawo cywilne (rodzinne)
     Wpływ szariatu na prawo cywilne i prawo karne
     Zależnie od regionu.

System prawny nie opiera się na szariacie
Wpływ szariatu na prawo cywilne (rodzinne)
Wpływ szariatu na prawo cywilne i prawo karne
Zależnie od regionu.

Większość krajów Bliskiego Wschodu oraz północnej Afryki utrzymuje podwójny system sądownictwa: świecki oraz religijny. Sądy religijne zajmują się wyłącznie sprawami małżeństw oraz dziedziczenia. W Arabii Saudyjskiej oraz Iranie sądy religijne sprawują absolutną władzę nad wszystkimi dziedzinami życia. Szariat jest używany również w Sudanie, Libii oraz w Afganistanie. W północnych stanach Nigerii wprowadzono w 1999 roku sądy szariatu. W pewnym wąskim zakresie jest stosowany również wobec muzułmanów w Indiach.
Kary cielesne szariatu budzą ogromne emocje w zachodnim świecie. W Nigerii w ciągu ostatnich kilku lat pojawił się szereg nagłośnionych przez media spraw kobiet oskarżonych o cudzołóstwo. Zostały one skazane na ukamienowanie. Inną tradycyjną karą, która budzi sprzeciw ruchów praw człowieka, jest obcinanie rąk. Szariat skazuje na amputację za kradzież. Kara ta jest orzekana w Arabii Saudyjskiej, gdzie dzięki wysokiemu poziomowi życia, złodziej ma potem zapewnioną opiekę medyczną na koszt państwa. Najbardziej drastycznym przykładem interpretacji szariatu był reżim talibów w Afganistanie, który został obalony w wyniku interwencji wojsk USA. Talibowie zakazywali sportu oraz muzyki i telewizji. Afgańskim kobietom zabroniono pracować poza domem oraz odmówiono prawa do udzielania pomocy medycznej przez mężczyzn pracujących w zawodzie lekarza.

## Prawa człowieka
Zachodnia cywilizacja w okresie oświecenia wytworzyła zasadę rozdziału kościoła od państwa. Szariat nie mieści się w ramach tej zasady. Jego ingerencja w każdy przejaw ludzkiego życia od metod przyrządzania żywności do sposobu ubierania się często powoduje konflikty kulturowe, interpretowane często jako konflikty z fundamentalną dla kultury Zachodu ideą wolności jednostki. 
Szariat jest sprzeczny z prawem wolności religijnej, które jest obecnie uznawane za jedno z podstawowych praw człowieka.

## Reformacja oraz fundamentalizm
W świecie islamskim pojawiają się nurty ideologicznie odrzucające tradycyjny szariat. Wśród islamskiej diaspory na Zachodzie rozwijają się ruchy reformatorskie, które promują łagodne odmiany prawa koranicznego. Niektórzy muzułmanie wolą jednak odwoływać się do ortodoksyjnej tradycji. Ruch wahhabitów, który ma swoje oparcie w Arabii Saudyjskiej, promuje na całym świecie ortodoksyjną wersję szariatu oraz idee jego wprowadzenia dla wszystkich muzułmanów, żyjących nawet poza krajami islamskimi. Skutkiem tej działalności są w pewnej mierze radykalne ruchy islamskie wymierzone przeciwko Zachodowi.